# Annie Lacroix-Riz

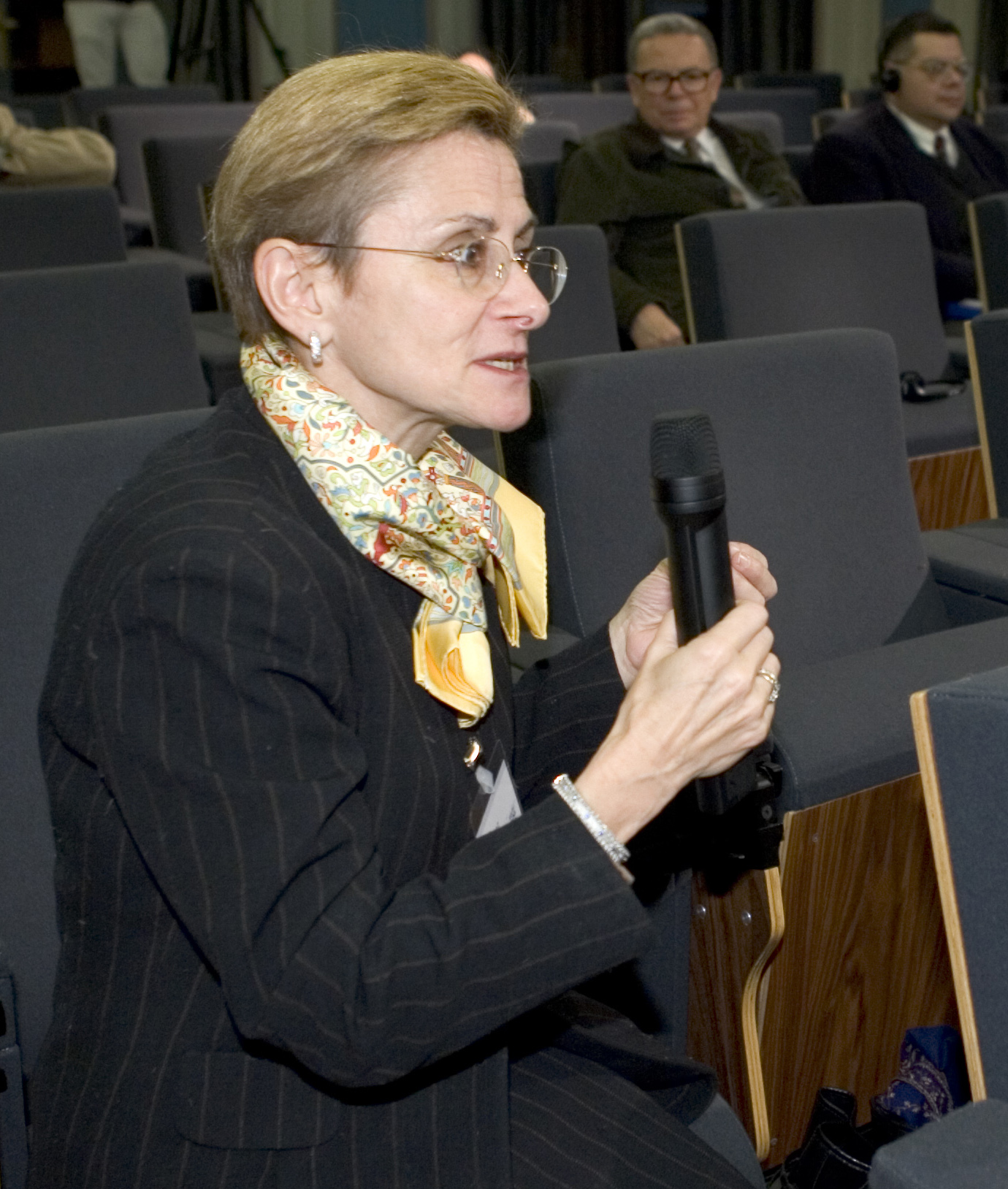
Annie Lacroix-Riz bei der 2005 stattgefundenen Konferenz „Axis for Peace“.

Annie Lacroix-Riz (* 1947 als Annie Riz) ist eine französische Historikerin und emeritierte Professorin für moderne Geschichte an der ehemaligen Universität Paris VII (Université Paris-Diderot, seit 2019 Université Paris Cité). Sie ist Spezialistin für internationale Beziehungen und Autorin von rund 20 akademischen Werken. Annie Lacroix-Riz ist Gründungsmitglied der 2004 gegründeten französischen marxistisch-leninistischen Partei Pôle de renaissance communiste en France (PRCF).

## Leben
Annie Lacroix-Riz wurde Ende 1947 im Departement Seine geboren. Ihre Eltern waren französische Staatsbürger und stammten von jüdischen Einwanderern aus Polen und Litauen ab, wobei die Vorfahren ihres Vaters schon Ende des 19. Jahrhunderts aus Litauen nach Frankreich einwanderten. Während des Vichy-Regimes wurden mehrere ihrer Familienmitglieder deportiert, ihr Großvater starb in Auschwitz. Sie wurde 1967 im geisteswissenschaftlichen Zweig der École normale supérieure de jeunes filles (ENSJF) in Sèvres aufgenommen, einer Elitehochschule für Lehrerinnen. Außerdem absolvierte sie ein Geschichtsstudium an der Universität Paris (Sorbonne). 1970 bestand sie die Agrégation (Staatsprüfung für das höhere Lehramt) im Fach Geschichte. Von 1970 bis 1972 war sie Lehrbeauftragte an den Universitäten Paris I (Panthéon-Sorbonne) und Paris VII. Von 1972 bis 1984 war sie Lehrerin für Geschichte und Geografie am Lycée Auguste-Renoir in Asnières-sur-Seine.
Sie verteidigte 1981 ihre Examensarbeit (Staatsexamen), die sie bei Pierre Vilar begonnen hatte und unter Jean Bouvier beendete und promovierte zum Doktor der Literaturwissenschaft. Von 1983 bis 1984 war sie Dozentin für Geschichte für Lehramtskandidatinnen an der ENSJF. Von Januar 1985 bis September 1997 war sie Professorin für Zeitgeschichte an der Universität Toulouse II-Le Mirail und von 1997 bis 2010 an der Universität Paris VII. Seitdem ist sie emeritierte Professorin an der Universität Paris-Cité, setzt jedoch ihre Forschungsarbeiten fort.

## Wichtige Veröffentlichungen
Annie Lacroix-Riz befasste sich hauptsächlich mit der Geschichte Frankreichs ab dem Ersten Weltkrieg bis in die neueste Zeit. Ihre Veröffentlichungen über die Zeit von 1939 bis 1945 und hier insbesondere diejenigen bezüglich der Interessen der Finanz- und Großindustrie sowie der Synarchie wurden sehr widersprüchlich aufgenommen. Ihr wurde einerseits eine antikapitalistische Voreingenommenheit vorgeworfen, wobei ihre Arbeitsmethoden einer ideologischen Überzeugung untergeordnet seien. Andererseits wurde ihr Rückgriff auf Archive besonders herausgestellt und die Bedeutung ihrer Werke hervorgehoben.

### Examensarbeit und Folgeartikel
Die Doktorarbeit von Annie Lacroix-Riz trug den Titel „CGT et revendications ouvrières face à l'État, de la Libération aux débuts du Plan Marshall (septembre 1944 – décembre 1947) - Deux stratégies de la Reconstruction“ (CGT und Forderungen der Arbeiter an den Staat, von der Befreiung bis zu den Anfängen des Marshall-Plans (September 1944 – Dezember 1947) – Zwei Strategien des Wiederaufbaus). In der Arbeit untersuchte sie den Prozess der Integration des französischen Staates in die amerikanische Einflusszone anhand der Forderungen der Gewerkschaften. Hierbei ging sie auf die Verhandlungen und die konfliktreichen Beziehungen hinsichtlich der Konditionen des Wiederaufbaus Frankreichs ein.
Ihre ersten beiden großen Veröffentlichungen basierten auf den Gedanken ihrer Doktorarbeit. Die Erste behandelte primär die inneren Aspekte des Wiederaufbaus Frankreichs nach dem Zweiten Weltkrieg: „Die CGT von der Befreiung bis zur Spaltung (1944 – 1947)“ (La CGT de la Libération à la scission (1944 – 1947)). Die Zweite, „Die Wahl von Marianne: die französisch-amerikanischen Beziehungen von 1944 bis 1948“ (Le Choix de Marianne: les relations franco-américaines de 1944 à 1948), führte die Analyse weiter bis zur ersten Phase des Marshallplans, beziehungsweise der „Interimshilfe“ für Frankreich von 1948. Die beiden Kritiker, François Roth und Pierre Mélandri hoben die enorme Forschungsarbeit von Lacroix-Riz hervor, die den Büchern zugrunde liegt. Besonders Mélandri würdigte, dass sich Lacroix-Riz auf französische diplomatische Archive stützte, welche zeigen, dass Frankreich von den USA mit Misstrauen betrachtet wurde angesichts des kommunistischen Einflusses im Land. Beide Kritiker fanden, dass die Autorin in ihren Schlussfolgerungen zu wenig differenzierend sei.

### Geschichte der Kollaboration und der Nachkriegssäuberung
Danach fokussierte Lacroix-Riz ihre Forschungen auf die internationalen Beziehungen in der ersten Hälfte des 20. Jahrhunderts, das heißt vom 1. Weltkrieg (1914 – 1918) bis zum Kalten Krieg. Im Rahmen einer Forschungsarbeit über die Verstaatlichungen der Nachkriegszeit begann sie 1983 die Archive der „Nationale berufsübergreifende Kommission für die Säuberung“ (Commission nationale interprofessionnelle d’épuration) auszuwerten. Daraus entstand 1986 der Artikel „Die französischen Großbanken von der Kollaboration bis zur Säuberung 1940 – 1950“ (Les grandes banques françaises de la collaboration à l’épuration 1940 – 1950).
In den 1990er Jahren untersuchte sie, wie die wirtschaftlichen Eliten Frankreichs aus dem Industrie- und Bankensektor während der deutschen Besatzung mit Nazi-Deutschland kooperierten. Hieraus resultierten ihre Artikel „Die Wahl der Niederlage. Die französischen Eliten in den 1930er Jahren“ (Le Choix de la défaite. Les élites françaises dans les années 1930) und „Von München nach Vichy: Die Ermordung der Dritten Republik“ (De Munich à Vichy: l’assassinat de la Troisième République).
Gemäß Gilles Perrault belegen die von Lacroix-Riz in „Le Choix de la défaite“ zusammengefassten Nachforschungen in den Archiven die Intuition des Historikers Marc Bloch, der 1944 von den Nazis erschossenen wurde: „Der Wille zum Sieg fehlte“, was die Autorin zwar belegte, „aber es gab wohl keine bewusste Entscheidung für die Niederlage“. Elisabeth Bokelmann würdigte den Text, der aus einer enormen Arbeit hervorgegangen sei und „mit Material, zahlreichen Zitaten und Quellen gesättigt“ sei und an die Aussage des deutschen Generals Walter von Reichenau erinnere: „Frankreich wurde uns geschenkt“. Die Autorin beschrieb Bokelmann als „hartnäckige Historikerin“, aber Kommunistin, und meinte, dass es „falsch wäre, das vorliegende Werk pauschal zu stigmatisieren [...]; einige Lehren sind zu wichtig“. Sie schränkte zum Beispiel ein, dass es fragwürdig sei, die Niederlage von Frankreich auf den gesamten Kontinent zu verallgemeinern.
Annie Lacroix-Riz vertiefte ihre Forschungsergebnisse in „De Munich à Vichy“. Der Soziologe Alain Bihr, Professor an der Université de Franche-Comté und bekennender Kommunist, fasst ihre Grundthese wie folgt zusammen: Die geplante französische Niederlage von 1940 sei auf ein Komplott zurückzuführen, das von der Unternehmerelite sowie der politischen- und militärischen Elite in Verbindung mit der Synarchie geschmiedet wurde. Dieses Komplott zielte darauf ab, die Republik zu zerstören. Der größte Teil der französischen Politiker wie die Sozialisten Léon Blum, Paul Reynaud und Louis Marin seien Komplizen dieser Verschwörung gewesen. Nur die Kommunisten gehörten nicht zu den Komplottisten. Diese „Verschwörungsthese“ stütze sich, wie er urteilt, auf einen Berg von französischen, deutschen, italienischen, britischen, US-amerikanischen und sowjetische Archiven und eine riesige Bibliografie.

### Die Rolle des Vatikans in den internationalen Beziehungen
1996 veröffentlichte Annie Lacroix-Riz die erste Version des Buches „Der Vatikan, Europa und das Reich“ (Le Vatican, l'Europe et le Reich), welches später neu aufgelegt und erweitert wurde. In diesem Buch beschreibt sie die Außenpolitik des Vatikanstaates vom Mitte des 19. Jahrhunderts bis nach dem Zweiten Weltkrieg. Die Autorin schränkte ein, dass es sich um die Untersuchung der europäischen Strategie einer politischen Institution Italiens handle, ohne die spirituelle Dimension zu berücksichtigen.
Für Alain Bihr und Gilles Perrault argumentierte Lacroix-Riz dahingehend, dass der Vatikan trotz historischer Umwälzungen eine konsequente Realpolitik eines dauerhaften Bündnisses mit Deutschland verfolgte, unabhängig von den offiziellen Ideologien dessen Führer. Ursprünglich favorisierte der Vatikan das österreichisch-ungarische Kaiserreich, wechselte jedoch während des Ersten Weltkriegs seine Loyalität zugunsten des Deutschen Reichs. Der Vatikan unterstützte die territorialen Ansprüche Deutschlands und trug später zu dessen expansionistischem Programm bei, einschließlich des Anschlusses Österreichs und der militärischen Invasionen. Der Vatikan schwieg zu den Gräueltaten der Nazis, insbesondere zu der Vernichtung der europäischen Juden und half später Naziverbrechern über die Rattenlinie zu entkommen. Für Paul Pasteur, Germanist und Historiker an der Université Rouen, interessierte Lacroix-Riz sich für den Druck, den der Vatikan auf lokale oder nationale Hierarchien ausübte, um seinen eigenen Standpunkt voranzutreiben und dabei, wenn nötig, die Spannungen zwischen den Völkern zu verschärfen. Jean-Marie Donegani (Wissenschaftler am Centre d'étude de la vie politique française und Professor am Institut d’études politiques de Paris) argumentiert in seiner Rezension des Buches, dass der Antibolschewismus der Kurie einer vatikanischen Strategie nicht gerecht werden würde, welche vielmehr von territorialen Erwägungen diktiert wurde, die sich weitgehend mit der des Deutschen Reiches decke. Er sah in der Strategie des Vatikans eine Förderung des Deutschtums gegenüber des Slawentum in Polen und Serbien. Die Kontinuität der politischen, finanziellen und territorialen Linie des Vatikans wurde von Donegani hervorgehoben.

### Internationale Beziehungen und der Marshallplan
Das Buch von Annie Lacroix-Riz „Die Ursprünge des Marshallplans - Der Mythos der amerikanischen Hilfe“, (Les Origines du plan Marshall. Le mythe de « l’aide » américaine) so Roland Pfefferkorn, „räumt mit den falschen, aber weit verbreiteten Darstellungen über die uneigennützige Hilfe auf, die die Vereinigten Staaten den westeuropäischen Ländern zwischen 1948 und 1952 gewährt hätten“. Lacroix-Riz’s historische Untersuchung stütze sich auf französische und US-amerikanische Archive. Die Autorin ging dabei bis in die Jahre 1941–1945 zurück, insbesondere auf das Leih- und Pachtgesetz mit England von 1941–1942 und das Bretton-Woods-Abkommen von 1944. Das ursprüngliche Ziel des Marshallplans bestünde weniger darin, Europa zu helfen, als vielmehr Amerika vor der drohenden Rezession zu bewahren. Es ging darum, den USA Quellen für die Versorgung mit Rohstoffen (die oft von den europäischen Kolonialmächten kontrolliert wurden) und Absatzmärkte für ihre Exporte (in den europäischen Ländern und ihren Kolonien) zu sichern. Die Priorität des Plans lag auf der Wiederbelebung Deutschlands. In Frankreich waren das Finanzkapital, die hohen Beamten sowie mehrere Parteien wie die Mouvement républicain populaire (MRP) Atlantiker, während de Gaulle isoliert war und suspekt erschien. Das ultimative Ziel des Plans wäre es gewesen, die Hegemonie der USA zu festigen, sowohl finanziell, handelspolitisch, politisch als auch kulturell. So wäre die Entlassung der kommunistischen Minister aus der Regierung von Paul Ramadier (Kabinett Ramadier I) eine der Bedingungen gewesen, die vor der Unterzeichnung des endgültigen Abkommens gestellt wurden. Durch das Abkommen sei auch die französische Filmindustrie durch die ausgehandelten Senderechte geschwächt worden.
Hubert Bonin von der Université de Bordeaux stellte außerdem fest, dass „Annie Lecroix-Riz klar rekonstruierte, wie die Wahrnehmung einer sowjetischen Bedrohung viele elitäre Strömungen dazu veranlasste, sich einer transatlantischen Allianz anzuschließen, die sich immer stärker um die Achsen der finanziellen und kommerziellen Zusammenarbeit drehte“. Als Beispiele hierfür führte Lacroix-Riz insbesondere die Gründung des Internationalen Währungsfonds, der Weltbank sowie das Programm von Jean Monnet an sowie den von der Autorin kritisierten Einfluss des Historikers für internationale Beziehungen Jean-Baptiste Duroselle.

## Kontroversen und Parteinahme

### Kontroverse um die Produktion von Zyklon B in Frankreich
Annie Lacroix-Riz wollte in der Zeitschrift „Études et Documents“ einen Artikel veröffentlichen, in dem sie die möglichen Verwicklungen französischer Unternehmen in die deutsche Kriegsproduktion behandelte, die auf diese Weise während der deutschen Besatzungszeit immense Gewinne gemacht hätten. Sie beschrieb im Besonderen die mögliche Produktion von Zyklon B durch den französischen Konzern „Ugine“. Ihr Artikel wurde einstimmig von den sechs unabhängigen Reviewern der Zeitschrift abgelehnt, was Lacroix-Riz als Zensur wertete und mit diesem Vorwurf an die Öffentlichkeit ging.
Die Autorin behauptete, dass der Ugine-Konzern in seine Tochtergesellschaft Durferrit-Sofumi investiert habe, um Zyklon-B zu produzieren, welches in den Gaskammern der deutschen Vernichtungslager eingesetzt wurde. Sie stützte sich in ihrer Forschungsarbeit auf deutsche, britische und US-amerikanische Archive. Durferrit-Sofumi gehörte zu 51 % dem Ugine-Konzern und zu 49 % dem deutschen Unternehmen Degesch, das wiederum zur IG Farben gehörte. Die Historikerin fand Belege für die Anwesenheit deutscher Techniker in den entsprechenden Chemiewerken und einen „unverhältnismäßigen Anstieg“ der Produktion, der ihrer Meinung nach nicht durch den Anstieg der Nachfrage nach Insektiziden erklärt werden konnte. In einem 1997 veröffentlichten Artikel behauptete Annie Lacroix-Riz, dass das in Frankreich produzierte Zyklon B „vollständig für Deutschland und ausschließlich für militärische Zwecke bestimmt“ gewesen sei. Zu diesem Zeitpunkt fehlten ihr Beweise, auch wenn die Etikette der Zyklon-B-Behälter in deutscher Sprache beschriftet waren. Dieser Lesart der Geschichte wurde von mehreren französischen Historikern vehement widersprochen. Diese bezweifelten nicht, dass Zyklon B in Frankreich hergestellt wurde, die Verwendung als Giftgas in Gaskammern erschien ihnen jedoch unwahrscheinlich.

### Die Kontroverse um den Holodomor

Weltweite Anerkennung des Holodomor (2024)

Die Ukraine wurde 1991 mit dem Zusammenbruch der UdSSR unabhängig. Die ukrainische Regierung wollte die „Ausrottung durch Hunger“ (Holodomor auf Ukrainisch), welche die Ukraine Anfang der 1930er-Jahre erlebte, als Verbrechen gegen die Menschlichkeit anerkennen lassen. Nach der Orangenen Revolution brachte Präsident Viktor Juschtschenko einen Gesetzentwurf ein, der die Hungersnot von 1932–1933 als Völkermord einstufte und dessen Leugnung unter Strafe gestellt werden sollte.
Die Schwere der Hungersnot wurde von einigen Historikern bestritten, die sich zu ihrer kommunistischen Loyalität bekennen. So spricht Annie Lacroix-Riz von einer „Propagandaoperation“, „einer Lüge“ und zieht es vor, von einer „ernsthaften Knappheit, die zu einer strikten Verschärfung der Rationierung führte“ zu sprechen. Laut Valérie Kozlowski vertritt Annie Lacroix-Riz die These, dass „die Hungersnot von 1933 nie existiert habe und lediglich eine Erfindung des Vatikans sei, der in diesem Fall von den US-Geheimdiensten unterstützt wurde“.
Laut Stéphane Courtois, dem Koordinator des Schwarzbuchs des Kommunismus, stützt sich Lacroix-Riz auf Dutzende von Meldungen des französischen Außenministeriums, ohne jemals die Bedingungen zu hinterfragen, unter denen diese produziert wurden; sie „berücksichtige in keiner Weise die elementaren Arbeitsregeln eines Historikers“. Darüber hinaus behauptet Stéphane Courtois, dass Annie Lacroix-Riz „die Aussagen der Zeitzeugen“ ignoriere. Ebenso ignoriere sie „die zahlreichen Arbeiten aus den sowjetischen Archiven“, die von Nicolas Werth zusammengefasst wurden, sowie die zahlreichen englischsprachigen Werke.

## Veröffentlichungen
- La CGT de la Libération à la scission (1944–1947). Les Éditions sociales, Paris 1983, ISBN 978-2-209-05530-2, S. 400.
- Le Choix de Marianne. les relations franco-américaines de 1944 à 1948. Les Éditions Sociales, Paris 1985, ISBN 978-2-209-05790-0, S. 222.
- Un ministre communiste face à la question des salaires: l’action d’Ambroise Croizat de novembre 1945 à mai 1947. In: Le Mouvement social. 1. April 1983, S. 3 - 44, JSTOR:3777839.
- Les Protectorats d’Afrique du Nord entre la France et Washington du débarquement à l’indépendance 1942–1956. Éditions L’Harmattan, Paris 1988, S. 262.
- L’Économie suédoise entre l’Est et l’Ouest 1944–1949. neutralité et embargo, de la guerre au Pacte Atlantique. L’Harmattan, 1991, S. 311.
- Le Vatican, l’Europe et le Reich de la Première Guerre mondiale à la Guerre Froide (1914–1955). In: Références Histoire. Armand Colin, Paris 1996, S. 540.
- Industrialisation et sociétés (1880–1970). L’Allemagne. Éditions Ellipses, Paris 1997, ISBN 978-2-7298-6747-8, S. 128.
- Industriels et banquiers français sous l’Occupation : la collaboration économique avec le Reich et Vichy. In: Références Histoire. Armand Colin, Paris 1999, ISBN 978-2-200-25109-3, S. 661.
- L’Histoire contemporaine sous influence. Le Temps des cerises, Paris 2010, ISBN 978-2-84109-475-2, S. 145.
- Le Choix de la défaite; les élites françaises dans les années 1930. Armand Colin, Paris 2024, ISBN 978-2-200-35111-3, S. 679 (französisch).
- L’Intégration européenne de la France : La tutelle de l’Allemagne et des États-Unis. Le Temps des cerises, Paris, Pantin 2007, ISBN 978-2-84109-697-8, S. 108.
- De Munich à Vichy; l’assassinat de la Troisième République, 1938–1940. Armand Colin, Paris 2008, ISBN 978-2-200-35111-3, S. 408.
- L’Histoire contemporaine toujours sous influence. Le Temps des cerises, Pantin 2012, ISBN 978-2-84109-954-2, S. 263.
- Aux origines du carcan européen (1900–1960); la France sous influence allemande et américaine. Delga / Le Temps des cerises, Pantin 2014, ISBN 978-2-37071-001-7 (französisch).
- Scissions syndicales, réformisme et impérialismes dominants 1939–1949. Le Temps des cerises, 2015, S. 250.
- Les Élites françaises entre 1940 et 1944 : de la collaboration avec l’Allemagne à l’alliance américaine. Armand Colin, la France sous influence allemande et américaine 2016, ISBN 2-200-24303-0, S. 496.
- La Non-épuration en France de 1943 aux années cinquante. Armand Colin, Paris 2019, ISBN 978-2-200-62514-6, S. 672 (u-paris.fr).
- Les Origines du plan Marshall. Le mythe de « l’aide » américaine. Armand Colin, 2013, ISBN 2-200-63457-9, S. 576.

## Anmerkung
1. ↑  Die Familie ist nicht mit der Familie Riz (Zigarettenpapier Rizla+) verwandt